# Nándor Fejes
Nándor Fejes (ungarisch Fejes Nándor; * 16. Januar 1999 in Miercurea Ciuc, Rumänien) ist ein rumänisch-ungarischer Eishockeyspieler, der seit 2020 erneut beim Gyergyói HK in der Ersten Liga und der rumänischen Eishockeyliga spielt.

## Karriere
Nándor Fejes, der als Angehöriger der ungarischen Minderheit der Szekler im rumänischen Miercurea Ciuc geboren wurde, begann seine Karriere im Nachwuchsbereich des HSC Csíkszereda in seiner Geburtsstadt. 2014 wechselte er zu MAC Budapest. Für den ungarischen Hauptstadtklub spielte er sowohl im Nachwuchsbereich, als auch in der multinationalen Ersten Liga und der slowakischen Extraliga. 2018 gewann er mit MAC die Erste Liga und die ungarische Meisterschaft. 2020 kehrte er nach Rumänien zurück und spielt dort beim Gyergyói HK in der Ersten Liga und der rumänischen Eishockeyliga. Mit den Siebenbürgern gewann er 2023 erneut die Erste Liga. Zudem wurde er zum ungarischen Verteidiger des Jahres gewählt.

### International
Für Ungarn nahm Fejes im Juniorenbereich an den Turnieren der U18-Weltmeisterschaften 2016 und 2017 in der Division I teil. Mit der U20-Auswahl nahm er an den Weltmeisterschaften 2017, 2018 und 2019 ebenfalls in der Division I teil.
Im Seniorenbereich debütierte er in der Saison 2018/19 für die Magyaren. Bei der Weltmeisterschaft der Division I 2022 spielte er sein erstes großes Turnier. Dabei trug er als bester Abwehrspieler des Turniers maßgeblich zum Aufstieg der Ungarn in die Top-Division bei. Dort spielte er sodann im Folgejahr.

## Erfolge und Auszeichnungen
- 2016 Aufstieg in die Division I, Gruppe A, bei der U18-Weltmeisterschaft der Division I, Gruppe B
- 2017 Aufstieg in die Division I, Gruppe A, bei der U20-Weltmeisterschaft der Division I, Gruppe B
- 2018 Gewinn der Ersten Liga mit MAC Budapest
- 2018 Ungarischer Meister mit MAC Budapest
- 2022 Aufstieg in die Top-Division bei der Weltmeisterschaft der Division I, Gruppe A
- 2022 Bester Abwehrspieler bei der Weltmeisterschaft der Division I, Gruppe A
- 2023 Gewinn der Ersten Liga mit dem Gyergyói HK
- 2023 Bester ungarischer Verteidiger

## Statistik
(Stand: Ende der Saison 2022/23)